# Estero La Cadena (Tinguiririca)
El estero La Cadena es un curso natural de agua que nace de la confluencia de varios cauces pequeños en la Región de O'Higgins, fluye hacia el noreste hasta desembocar en el río Tinguiririca, junto al estero San Miguel.: 112 

## Caudal y régimen
En un estudio del año 2003 encargado por la Comisión Nacional de Riego, se estimaron los caudales de este río extrapolando las precipitaciones, escorrentía y caractreísticas del suelo desde otras cuencas cercanas y semejantes a la de este río. Este método ha dado resultados satisfactorios en entras cuencas del litoral que carecen de estaciones fluviométricas.: 3–10 

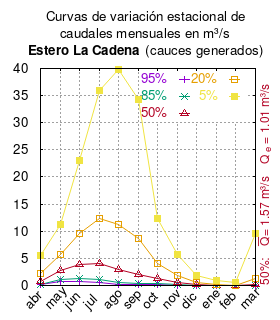
Curvas de variación estacional del estero La Cadena. Estos caudales no han sido medidos en un aforo sino calculados extrapolando precipitaciones, escorrentía y superficies de drenaje de cuencas cercanas a la de La cadena.

El caudal del río (en un lugar fijo) varía en el tiempo, por lo que existen varias formas de representarlo. Una de ellas son las curvas de variación estacional que, tras largos periodos de mediciones, predicen estadísticamente el caudal mínimo que lleva el río con una probabilidad dada, llamada probabilidad de excedencia. La curva de color rojo ocre (con {\displaystyle {\color {Red}\vartriangle }}) muestra los caudales mensuales con probabilidad de excedencia de un 50%. Esto quiere decir que ese mes se han medido igual cantidad de caudales mayores que caudales menores a esa cantidad. Eso es la mediana (estadística), que se denota Qe, de la serie de caudales de ese mes. La media (estadística) es el promedio matemático de los caudales de ese mes y se denota {\displaystyle {\overline {Q}}}. 
Una vez calculados para cada mes, ambos valores son calculados para todo el año y pueden ser leídos en la columna vertical al lado derecho del diagrama. El significado de la probabilidad de excedencia del 5% es que, estadísticamente, el caudal es mayor solo una vez cada 20 años, el de 10% una vez cada 10 años, el de 20% una vez cada 5 años, el de 85% quince veces cada 16 años y la de 95% diecisiete veces cada 18 años. Dicho de otra forma, el 5% es el caudal de años extremadamente lluviosos, el 95% es el caudal de años extremadamente secos. De la estación de las crecidas puede deducirse si el caudal depende de las lluvias (mayo-julio) o del derretimiento de las nieves (septiembre-enero).